# Mølby
Mølby is een plaats in de Deense regio Zuid-Denemarken, gemeente Haderslev. De plaats telt 263 inwoners (2019) en valt onder de parochie Oksenvad.
Mølby behoorde tot 1970 tot de gemeente Oksenvad en tot 2007 tot de gemeente Vojens.